# Alabel
Alabel is een gemeente in de Filipijnse provincie Sarangani op het eiland Mindanao. De gemeente is de hoofdstad van de provincie Sarangani. Bij de laatste census in 2007 had de gemeente bijna 72 duizend inwoners.

## Geografie

### Bestuurlijke indeling
Alabel is onderverdeeld in de volgende 13 barangays:
| - Alegria - Bagacay - Baluntay - Datal Anggas - Domolok - Kawas - Ladol | - Maribulan - Pag-Asa - Paraiso - Poblacion - Spring - Tokawal |

## Demografie
Alabel had bij de census van 2007 een inwoneraantal van 71.872 mensen. Dit zijn 11.093 mensen (18,3%) meer dan bij de vorige census van 2000. De gemiddelde jaarlijkse groei komt daarmee uit op 2,34%, hetgeen hoger is dan het landelijk jaarlijks gemiddelde over deze periode (2,04%). Vergeleken met de census van 1995 is het aantal mensen met 25.345 (54,5%) toegenomen.

De bevolkingsdichtheid van Alabel was ten tijde van de laatste census, met 71.872 inwoners op 495,7 km², 93,9 mensen per km².